# Penelope marail
Penelope marail е вид птица от семейство Cracidae.

## Разпространение
Видът е разпространен в Бразилия, Венецуела, Гвиана, Суринам и Френска Гвиана.